# Epífanes
Epífanes (Epiphanes) fou un sobrenom donat a alguns reis, singularment els selèucides Antíoc IV Epífanes i Antíoc XI Epífanes. També el va portar Antíoc IV de Commagene i un dels seus fills.